# 藤川政人
藤川 政人（ふじかわ まさひと、1960年7月8日 - ）は、日本の政治家。自由民主党所属の参議院議員（3期）。
財務副大臣、参議院財政金融委員長、参議院政府開発援助等及び沖縄・北方問題に関する特別委員長、総務大臣政務官、愛知県議会議員（3期）を歴任、元自民党愛知県連会長。

## 経歴
愛知県丹羽郡扶桑町出身（現住所は扶桑町柏森中切）。愛知県立丹羽高等学校卒業。1983年（昭和58年）、南山大学経営学部卒業。同年、扶桑町役場に入り、教育委員会社会教育課に勤務。文化事業の仕事に主に携わった。
1998年（平成10年）12月、扶桑町長の澤田正夫が町長選の3選出馬を表明。丹羽郡選挙区（定数1名）の愛知県議会議員は扶桑町と大口町の町長経験者が交代で務める不文律が公然の事実として続いていたが、藤川は澤田の3選出馬表明を受け、翌年4月の県議選への出馬の意志を固める。
しかし1999年（平成11年）1月の臨時議会で一転、澤田は県議選への鞍替えを表明した。18人の町議の支援を得て選挙戦に臨むつもりであったが、ほとんどの町議は澤田の鞍替え表明を聞くや否や一夜のうち離れてしまったという。藤川のもとに残った町議は当時長老と呼ばれた5人だけであった。自民党はどちらにも肩入れせず両候補者の「支持」を決定したため、同年4月の県議選・丹羽郡選挙区は藤川と澤田の無所属同士の一騎打ちとなった。藤川には自民党愛知10区支部長の鈴木雅博がつき、澤田には現職県議の大竹喜久雄がついた。4月11日、藤川が大差で初当選。自民党は選挙直後に藤川を追加公認した。
2007年（平成19年）に3期目の当選。県議時代に自民党愛知県議員団政調会長、自民党愛知県連政調会長、自民党愛知県連青年局長、自民党愛知県青年議員連盟幹事長などを歴任。
2009年（平成21年）6月、自民党県連は翌年の参院選に向け、愛知県選挙区現職の浅野勝人の公認を党本部に申請。ところが同年8月の衆院選大敗を受け、党本部は県連に公認の再申請を指示。2009年（平成21年）12月14日、自民党愛知県義団は県議団総会を開き、藤川の擁立を決定した。2010年（平成22年）1月19日、自民党愛知県連も藤川に一本化する方針を決めた。再選出馬に強い意欲を示していた浅野も、1月21日についに立候補辞退を表明した。藤川は6月16日に県議を辞職。7月11日の第22回参議院議員通常選挙で91万8,187票を得て初当選。当選後、麻生派に入会した。
2011年（平成23年）2月13日、自民党県連会長の鈴木政二が、知事選敗戦の責任をとり会長辞任を表明。後任の県連会長には、知事選で勝利した大村秀章と親しい県議の寺西学が就任した。同年4月の県議選に寺西は出馬せず、地盤を息子の寺西睦に地盤を譲った。任期は前会長の残り任期が切れる7月までとされていたが、現執行部を中心に「続投」支持の声が上がった。それに対し鈴木前会長ら旧執行部は寺西が4月に県議を引退したことを問題視。「議員でもないのに県連トップはおかしい」として、藤川を擁立した。県連は33年ぶりの会長選挙戦に突入する事態となる。ところが6月27日、寺西は立候補を取り下げる意向を固め、7月14日の県連党大会で藤川が無投票で会長に就任した。
2016年（平成28年）の参院選から愛知県選挙区は改選数が「3」から「4」に増える。自民党は藤川のみを立て、民進党は現職の斎藤嘉隆と新人の伊藤孝恵の2人を擁立した。得票数1位で再選。
2022年（令和4年）1月4日、記者会見を開き、自民党愛知県連の次期会長選（1月22日実施）に立候補しないと表明した。1月5日、愛知6区選出の丹羽秀樹が立候補を届け出、他に立候補の届け出がなかったため、次期会長に内定した。
同年7月の第26回参議院議員通常選挙で、得票数1位で3選。
2024年（令和6年）9月12日、自民党総裁選挙が告示され、9人が立候補した。藤川は同じ麻生派の河野太郎の推薦人に名を連ねた。投票日前日の9月26日夜、麻生派幹部6人は都内のホテルに集まり、決選投票に高市早苗が残った場合は高市を支持する方針を決定した。会長の麻生太郎はさらに踏み込み、河野などの陣営に入っていた派閥メンバーに対し、側近議員を通じて「1回目の投票から高市に入れろ」と指示を飛ばした。同日22時半頃、産経新聞は、麻生が1回目の投票から高市を支援するよう自派閥の議員に指示を出したことをスクープした。9月27日総裁選執行。高市は1回目の議員投票で、報道各社の事前調査での30～40票を大きく上回る72票を獲得した。党員数と合わせた得票数は1位だったが、決選投票で石破茂に敗れた。藤川は1回目は河野に投票し、決選投票については、中日新聞の取材に対し、投票先を公表しなかった。

## 政策・主張

### 憲法
- 憲法改正について、2016年の朝日新聞社のアンケート、2022年のNHKのアンケートで「賛成」と回答[25][26]。
- 9条改憲について、2016年の毎日新聞社のアンケートで、選択肢以外の回答をした[27]。2022年の毎日新聞社のアンケートで「改正して、自衛隊の存在を明記すべきだ」と回答[28]。9条への自衛隊の明記について、2022年のNHKのアンケートで「賛成」と回答[26]。
- 憲法を改正し緊急事態条項を設けることについて、2022年のNHKのアンケートで「賛成」と回答[26]。

### 外交・安全保障
- 「他国からの攻撃が予想される場合には先制攻撃もためらうべきではない」との問題提起に対し、2016年のアンケートで「どちらかと言えば賛成」と回答[25]。
- 敵基地攻撃能力を持つことについて、2022年のNHKのアンケートで「どちらかと言えば賛成」と回答[26]。
- 「北朝鮮に対しては対話よりも圧力を優先すべきだ」との問題提起に対し、2016年のアンケートで「どちらとも言えない」と回答[25]。
- 安全保障関連法の成立について、2016年の毎日新聞社のアンケートで「今の法制でよい」と回答[27]。
- 普天間基地の辺野古移設について、2016年、2022年の毎日新聞社のアンケートで「賛成」と回答[27][28]。
- ロシアは2022年2月24日、ウクライナへの全面的な軍事侵攻を開始した[29]。日本政府が行ったロシアに対する制裁措置についてどう考えるかとの問いに対し、2022年のNHKのアンケートで「適切だ」と回答[26]。同年の毎日新聞社のアンケートで「今の制裁で妥当だ」と回答[28]。
- 2022年6月7日、政府は経済財政運営の指針「骨太方針」を閣議決定した。NATO加盟国が国防費の目標としている「GDP比2％以上」が例示され、防衛力を5年以内に抜本的に強化する方針が明記された[30]。「防衛費を今後どうしていくべきだと考えるか」との問いに対し、2022年のNHKのアンケートで「ある程度増やすべき」と回答[26]。
- 徴用工訴訟問題や慰安婦問題などをめぐり日韓の対立が続くなか、関係改善についてどう考えるかとの問いに対し、2022年の毎日新聞社のアンケートで「韓国政府がより譲歩すべきだ」と回答[28]。

### ジェンダー
- 選択的夫婦別姓制度の導入について、2016年のアンケートで「どちらとも言えない」と回答[25]。2022年のNHKのアンケートで「どちらかと言えば反対」と回答[26]。同年の毎日新聞社のアンケートで回答しなかった[28]。
- 同性婚を可能とする法改正について、2016年のアンケートで「どちらかと言えば反対」と回答[25]。2022年のNHK、毎日新聞社のアンケートで「反対」と回答[26][28]。
- クオータ制の導入について、2016年のアンケートで「どちらとも言えない」と回答[25]。2022年のNHKのアンケートで「どちらかと言えば反対」と回答[26]。

### その他
- 永住外国人への地方参政権付与について、2016年のアンケートで「どちらか言えば反対」と回答[25]。
- 首相の靖国神社参拝について、2016年のアンケートで「賛成」と回答[25]。
- 「治安を守るためにプライバシーや個人の権利が制約されるのは当然だ」との問題提起に対し、2016年のアンケートで「どちらかと言えば賛成」と回答[25]。
- 「原子力発電所は日本に必要だと思うか」との問いに対し、2016年の毎日新聞社のアンケートで「必要」と回答[27]。
- 2016年の米国大統領選挙について「ドナルド・トランプとヒラリー・クリントンのどちらを支持するか」との問いに対し、2016年の毎日新聞社のアンケートで「どちらとも言えない」と回答[27]。
- 2016年2月8日、高市早苗総務大臣は、放送局が政治的公平性を欠く放送を繰り返した場合、放送法4条違反を理由に電波停止を命じる可能性に言及した[31][32]。安倍晋三首相は2月15日の衆議院予算委員会で野党の批判に反論し、高市の発言を擁護した[33]。政府の姿勢をどう思うかとの問いに対し、2016年の毎日新聞社のアンケートで「問題とは思わない」と回答[27]。
- 国会議員の被選挙権年齢の引き下げについて、2022年の毎日新聞社のアンケートで回答しなかった[28]。

## 政治献金
- 全国たばこ販売政治連盟や全国たばこ耕作者政治連盟といったたばこ関連団体から、2010年に10万円の政治献金を受けている[34]。

## 役職
- 地方・消費者問題に関する特別委員会委員長（2016年8月1日 - 9月26日）
- 財政金融委員会委員長（2016年9月26日 - 2017年9月28日）
- 内閣委員会筆頭理事（2017年9月28日就任）
- 第2次安倍内閣総務大臣政務官（2013年9月30日 - 2014年9月3日）
- 政務調査会G空間情報活用推進特別委員会事務局長（2014年9月26日就任）
- 自由民主党愛知県連会長（2011年7月14日 - 2022年1月）[15]

## 所属団体・議員連盟
- 自民党たばこ議員連盟[35]
- 神道政治連盟国会議員懇談会[36]
- みんなで靖国神社に参拝する国会議員の会[36]
- 窯業建材推進議員連盟　事務局長
- ガールズケイリン推進議員連盟　事務局長
- 測量設計議員連盟　電子国土PT　事務局長
- 浄化槽推進議員連盟
- 愛知県ハンガリー友好協会　会長
- TPP交渉における国益を守り抜く会

## 支援団体
- 全国たばこ販売政治連盟（組織推薦候補者）[37]

## 選挙歴
| 当落 | 選挙                     | 執行日         | 年齢 | 選挙区       | 政党       | 得票数     | 得票率 | 定数 | 得票順位 /候補者数 | 政党内比例順位 /政党当選者数 |
| ---- | ------------------------ | -------------- | ---- | ------------ | ---------- | ---------- | ------ | ---- | ------------------ | ---------------------------- |
| 当   | 1999年愛知県議会議員選挙 | 1999年4月11日  | 38   | 丹羽郡選挙区 | 無所属     | 1万4013票  | 59.25% | 1    | 1/2                | /                            |
| 当   | 2003年愛知県議会議員選挙 | 2003年4月13日  | 42   | 丹羽郡選挙区 | 自由民主党 | ーー票     | ーー   | 1    | /1                 | /                            |
| 当   | 2007年愛知県議会議員選挙 | 2007年4月8日   | 46   | 丹羽郡選挙区 | 自由民主党 | 1万4069票  | 70.29% | 1    | 1/2                | /                            |
| 当   | 第22回参議院議員通常選挙 | 2010年07月11日 | 50   | 愛知県選挙区 | 自由民主党 | 91万8187票 | 28.62% | 3    | 1/7                | /                            |
| 当   | 第24回参議院議員通常選挙 | 2016年07月10日 | 56   | 愛知県選挙区 | 自由民主党 | 96万1096票 | 29.31% | 4    | 1/9                | /                            |
| 当   | 第26回参議院議員通常選挙 | 2022年07月10日 | 62   | 愛知県選挙区 | 自由民主党 | 87万8403票 | 28.37% | 4    | 1/17               | /                            |